# Lierna

Die Gemeinde Lierna innerhalb der Provinz Lecco

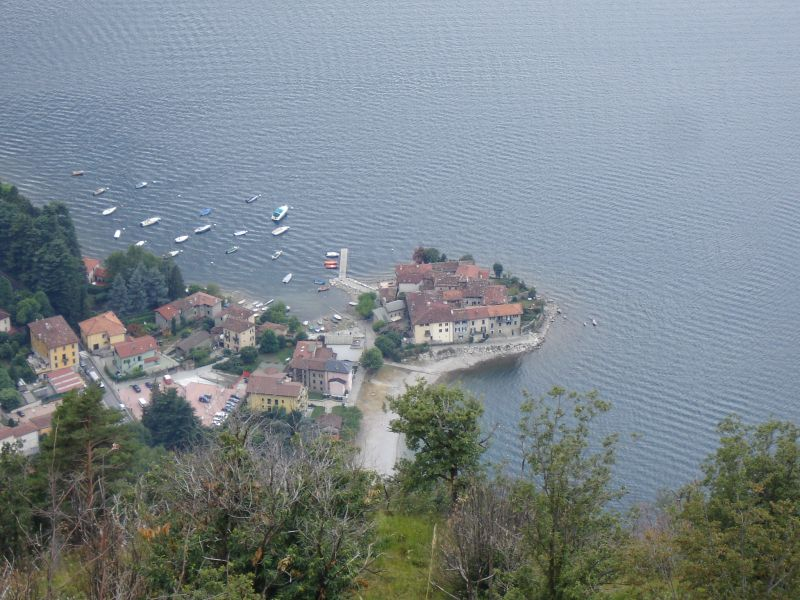
Hafen von Lierna

Lierna ist eine Gemeinde am Lago di Como in der Lombardei, Italien mit 2155 Einwohnern (Stand 31. Dezember 2023).

## Geographie
Die Gemeinde umfasst neben dem Hauptort (Villa) als Ortsteile die elf ehemaligen Dörfer (Borghi) Bancola, Castello, Casate, Ciserino (Cisarino), Foppa, Genico, Giussana, Grumo, Mugiasco, Olcianico und Sornico. Lierna erstreckt sich vom Seeufer bis zum Grigna-Massiv und gehört zur 1992 aus der Provinz Como ausgegliederten Provinz Lecco. Wegen seines milden Klimas ist es bei Touristen sehr beliebt. Hier wird auch Weinbau betrieben. Sehenswert ist die mittelalterliche Burg Castello, die auf einer kleinen Halbinsel liegt. Lierna besitzt zwei Strände: den Riva Nera (schwarzes Ufer) und den Riva Bianca (weißes Ufer).
Im Jahr 1971 hatte die Gemeinde Lierna eine Fläche von 1.131 Hektar.
Die Nachbargemeinden sind Varenna, Esino Lario, Mandello del Lario und Limonta (Oliveto Lario-Bellagio).

## Geschichte
Lierna wurde wahrscheinlich zu Keltenzeiten gegründet. Für die Römer war es ein Urlaubsort, ebenfalls schlugen sie in Lierna (militärische)  Winterlager auf. Im Ortsteil Villa wurden Überreste römischer Häuser, Gegenstände und ein Fußbodenmosaik aus dem 1. Jahrhundert gefunden. Es wird vermutet, dass dieser zur Villa Commedia, einer der Villen Plinius’ des Jüngeren am Comer See, gehörte. Die Ortsteile, die in den Hängen verstreut liegen, haben noch eine typisch mittelalterliche Struktur: enge Gassen und dicht aneinander gedrängte Häuser. Die auf einer kleinen Halbinsel gelegene von hohen Mauern umgebene mittelalterliche Burg Castello galt als sichere Festung gegen Feinde. Mit Parkanlagen und Obstgärten ist sie heute in Privatbesitz.
Nach dem vorübergehenden Zusammenschluss der lombardischen Provinzen mit dem Königreich Sardinien wurde die Gemeinde Lierna mit 1.060 Einwohnern, die von einem fünfzehnköpfigen Gemeinderat und einem zweiköpfigen Stadtrat verwaltet wurde, auf der Grundlage der durch das Gesetz vom 23. Oktober 1859 festgelegten Gebietsaufteilung in das Mandamento I di Lecco, circondario III di Lecco, Provinz Como aufgenommen. Bei der Gründung des Königreichs Italien im Jahr 1861 hatte die Gemeinde 1.132 Einwohner (Volkszählung 1861). Nach dem Gemeindegesetz von 1865 wurde die Gemeinde von einem Bürgermeister, einer Junta und einem Rat verwaltet. Im Jahr 1867 wurde die Gemeinde in denselben Bezirk, Kreis und dieselbe Provinz eingegliedert (Verwaltungsbezirk 1867).
Im Jahr 1924 wurde die Gemeinde in den Bezirk Lecco der Provinz Como eingegliedert. Nach der Gemeindereform im Jahr 1926 wurde die Gemeinde von einem Podestà verwaltet. Nach der Gemeindereform von 1946 wurde die Gemeinde Lierna von einem Bürgermeister, einer Junta und einem Rat verwaltet.

## Bevölkerung
| Bevölkerungsentwicklung | Bevölkerungsentwicklung | Bevölkerungsentwicklung | Bevölkerungsentwicklung | Bevölkerungsentwicklung | Bevölkerungsentwicklung | Bevölkerungsentwicklung | Bevölkerungsentwicklung | Bevölkerungsentwicklung | Bevölkerungsentwicklung | Bevölkerungsentwicklung | Bevölkerungsentwicklung | Bevölkerungsentwicklung | Bevölkerungsentwicklung | Bevölkerungsentwicklung | Bevölkerungsentwicklung | Bevölkerungsentwicklung |
| ----------------------- | ----------------------- | ----------------------- | ----------------------- | ----------------------- | ----------------------- | ----------------------- | ----------------------- | ----------------------- | ----------------------- | ----------------------- | ----------------------- | ----------------------- | ----------------------- | ----------------------- | ----------------------- | ----------------------- |
| Jahr                    | 1861                    | 1871                    | 1881                    | 1901                    | 1911                    | 1921                    | 1931                    | 1951                    | 1961                    | 1971                    | 1981                    | 1991                    | 2001                    | 2011                    | 2022                    |                         |
| Einwohner               | 1132                    | 1149                    | 1126                    | 829                     | 924                     | 935                     | 917                     | 1169                    | 1289                    | 1418                    | 1549                    | 1668                    | 2025                    | 2232                    | 2161                    |                         |
| Quelle: ISTAT           |                         |                         |                         |                         |                         |                         |                         |                         |                         |                         |                         |                         |                         |                         |                         |                         |

## Sehenswürdigkeiten
- Pfarrkirche Sant’Ambrogio
- Kirche Santi Maurizio e Lazzaro
- Villa Aurelia
- Villa Pini
- Burgruine von Lierna

## Bilder

Gemeindehaus Project von Giannino Castiglioni
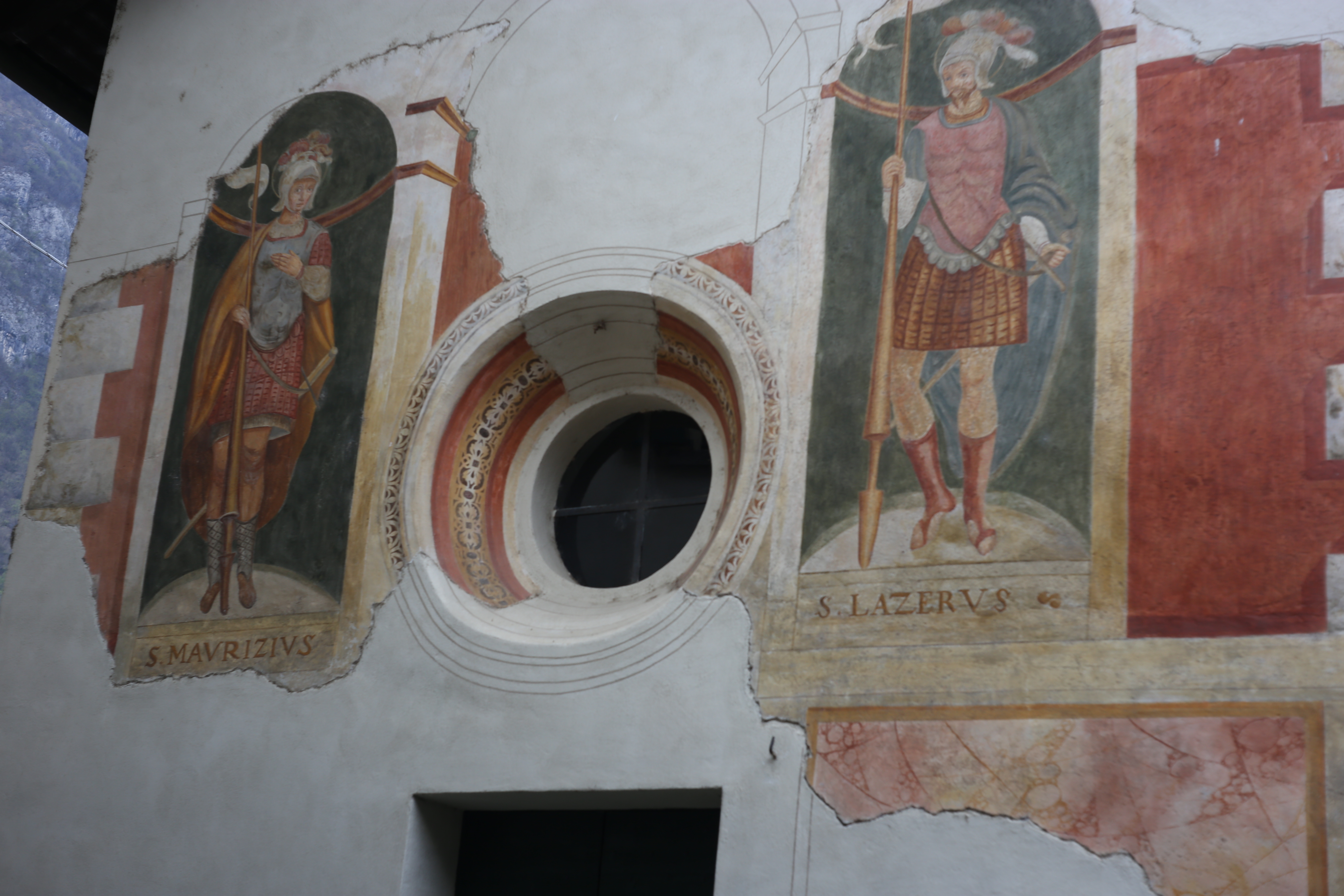
Fresken der Kirche Santi Maurizio e Lazzaro
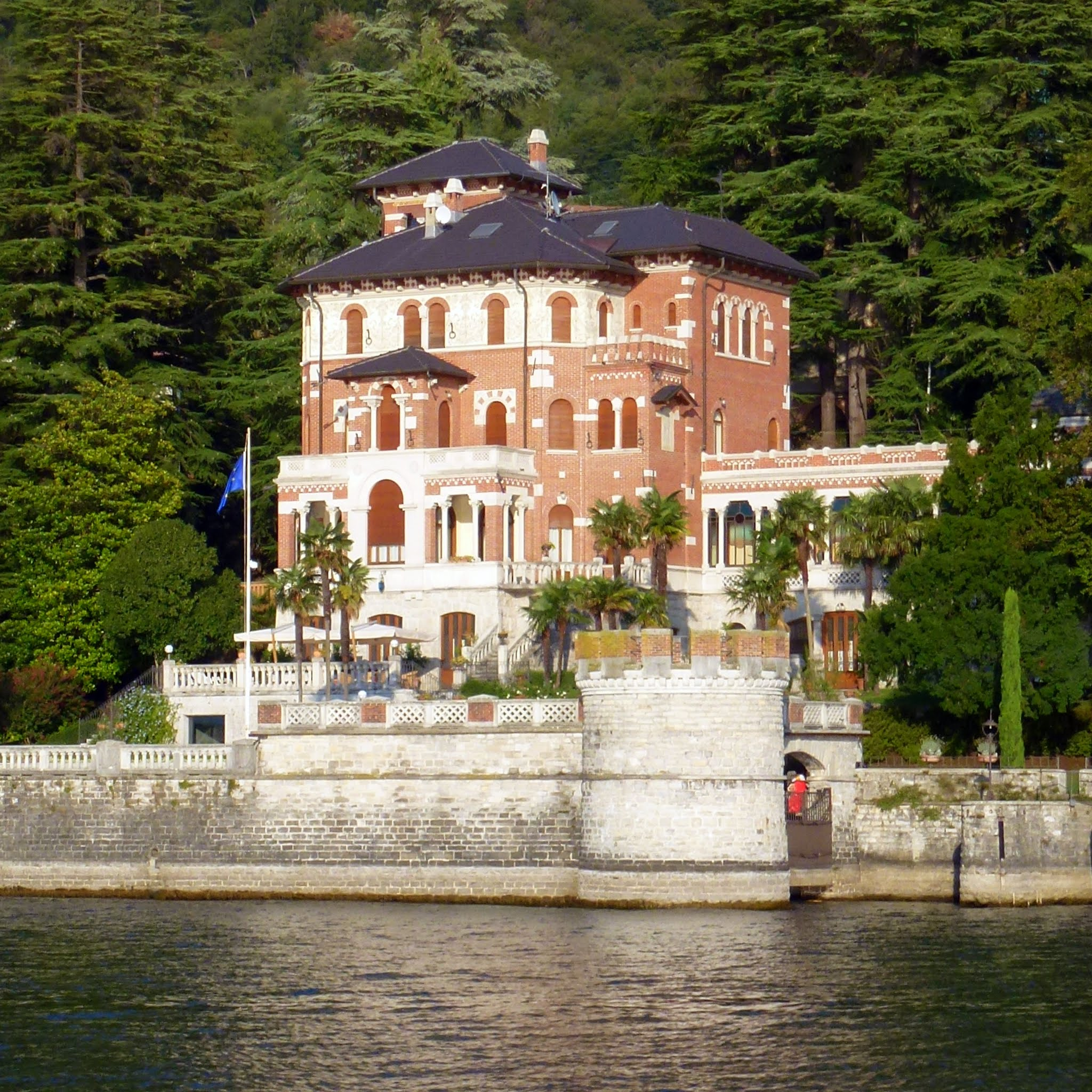
Villa Aurelia
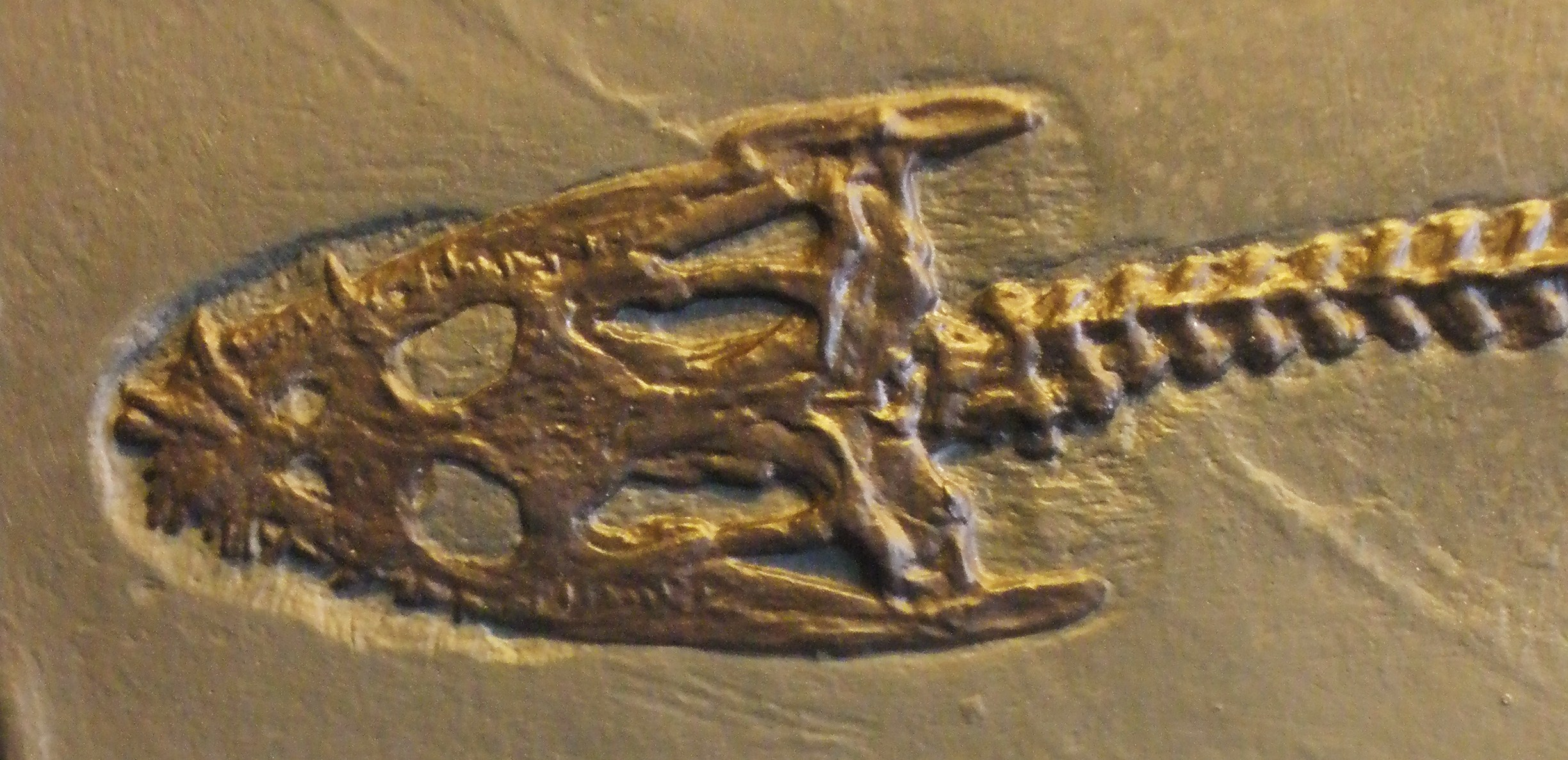
Lariosaurus balsami gefunden in Lierna
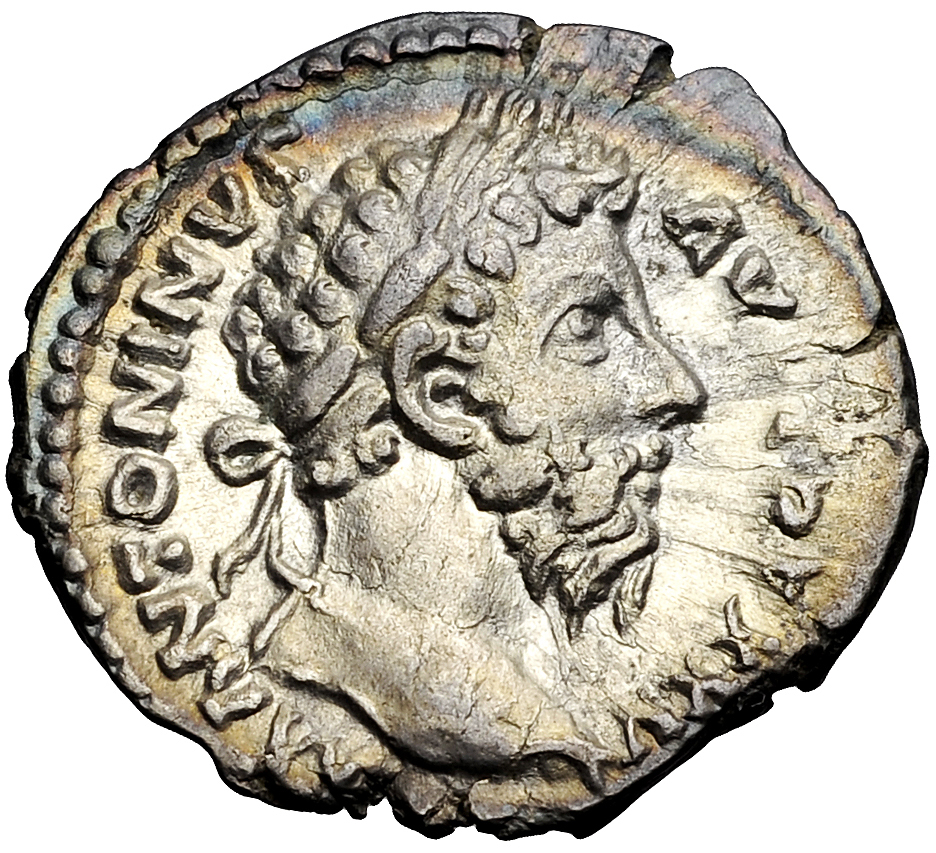
Denarius von Marco Aurelio gefunden in Lierna